# Abenberger Wald
Abenberger Wald ist ein gemeindefreies Gebiet und eine Gemarkung im mittelfränkischen Landkreis Roth. Die Gemarkung  ist in 9 Flurstücke aufgeteilt, die eine durchschnittliche Flurstücksfläche von 350965,53 m² haben.
Der 3,16 km² große Staatsforst liegt auf einem sich von Westen nach Osten erstreckenden Bergrücken zwischen der Stadt Abenberg im Nordnordwesten, dessen Dorf Kleinabenberg im Norden, dem Dorf Asbach von Büchenbach im Osten, dem Kirchdorf Mäbenberg von Georgensgmünd im Ostsüdosten sowie dessen Dorf Untersteinbach ob Gmünd im Süden und dem wiederum zu Abenberg gehörenden Kirchdorf Obersteinbach ob Gmünd im Südwesten. Das Gebiet ist komplett bewaldet und nur von forstwirtschaftlichen Wegen erschlossen. Die höchste Erhebung auf dem wenig profilierten Kamm ist mit etwa 463 m ü. NHN der Klosterberg (49° 13′ 48,18″ N, 10° 58′ 45,59″ O). Etwas außerhalb der Grenzen fließen am Nordfuß entlang der Listenbach ostwärts zur Aurach, etwas vor dem Südfuß der Steinbach südostwärts zur Fränkischen Rezat.